# Димитър Поптенев Енчев
Димитър Поптенев Енчев (1841 – 1882) е български възрожденец и просветител.

## Биография
Роден е в с. Енина, Казанлъшко. Първоначалното си образование получава в родното си село и Казанлък. Учи във Военномедицинската академия в Цариград, завършва Историко-филологическия факултет на Киевския университет (1866). Учителства в Габрово и Русе. Дружи с революционни дейци и след самоубийството на Ангел Кънчев в Русе е принуден да напусне града. Следващите години е руски вицеконсул в Мостар, Босна, учител в Търново, по време на Руско-турската война (1877 – 1878) е в Силистра. Участва в Учредителното събрание в Търново, работи след Освобождението като окръжен управител във Варна и Севлиево, кмет е на Силистра където умира.
Учacтниĸ е в пoдгoтoвĸaтa нa Бyнтa нa pycoфилитe, за което е тикнат за една гoдинa в Cтapoзaгopcĸия зaтвop. B пocлeднитe гoдини oт живoтa cи живee в гoлямa бeднocт, но участва в изpaбoтвaнeто гpaдoycтpoйcтвeн плaн нa Силистра.
Автор е на публицистични материали в периодичния печат, преводач и съставител на учебна литература.